# Robert Capdeville
Pour les articles homonymes, voir Capdeville.
Robert Capdeville, né le 2 décembre 1919 à Gensac (Gironde) et mort le 19 octobre 2001 à Carcassonne (Aude), est un homme politique français.

## Biographie
Robert Capdeville, instituteur puis directeur d'école, commence sa carrière politique en étant élu conseiller général dans le canton de Couiza en février 1953 ; il sera reconduit à chaque élection (1955, 1961, 1967, 1973, 1979, 1985). Il succède à Georges Guille comme président du conseil général de l'Aude en 1973 et ce jusqu'au 1er octobre 1987, où il démissionne de ses fonctions à la tête de l'exécutif départemental pour raisons de santé mais continue à siéger comme simple conseiller. Cependant la situation ne durera pas après l'élection du nouveau président Raymond Courrière, il se démet de son mandat de conseiller général le 29 octobre 1987 convoquant ainsi une élection partielle.
Il est aussi élu député de la 3e circonscription de l'Aude lors des législatives de 1973, puis président du Conseil régional de Languedoc-Roussillon de 1983 à 1986.

## Détail des fonctions et des mandats
Mandats locaux
- février 1953 - 1955 : Conseiller général du canton de Couiza
- 1955 - 1961 : Conseiller général du canton de Couiza
- 1961 - 1967 : Conseiller général du canton de Couiza
- 1967 - 1973 : Conseiller général du canton de Couiza
- 1973 - 1979 : Conseiller général du canton de Couiza
- 1979 - 1985 : Conseiller général du canton de Couiza
- 1985 - 29 octobre 1987 : Conseiller général du canton de Couiza
- 1973 - 1er octobre 1987 : Président du conseil général de l'Aude
- 1983 - 1986 : Président du conseil régional de Languedoc-Roussillon

Mandat parlementaire
- 11 mars 1973 - 2 avril 1978 : Député de la 3e circonscription de l'Aude